# Dick Duckett
Richard Joseph Duckett, detto Dick (Brooklyn, 25 marzo 1933 – Naples, 10 marzo 2021), è stato un cestista statunitense, professionista nella NBA.

## Carriera
È stato selezionato dai Cincinnati Royals al secondo giro del Draft NBA 1957 (9ª scelta assoluta).